# هارولد لايتون ويلر
هارولد لايتون ويلر (بالإنجليزية: Harold Leighton Weller)‏ هو موزع أمريكي، ولد في 6 يوليو 1941.